# Isopletas
Isopletas são as linhas de igual velocidade básica do vento (m/s), assim como em um mapa topográfico as curvas de nível representam regiões de mesma cota (Altura em relação a um referencial, que geralmente é o nível médio do mar). São o ponto de partida para localização de regiões com potencial para instalação de parques de geração eólica.